# Gare du Raincy - Villemomble - Montfermeil
Gare du Raincy - Villemomble - Montfermeil vasútállomás és RER állomás Franciaországban, Le Raincy településen.

## Vasútvonalak
Az állomást az alábbi vasútvonalak érintik:
- Noisy-le-Sec-Strasbourg-Ville-vasútvonal

## Kapcsolódó állomások
A vasútállomáshoz az alábbi állomások vannak a legközelebb:
- Gare de Bondy (Nanterre – La Folie, RER E)
- Gare de Gagny (Gare de Chelles - Gournay, RER E)

## Lásd még
- Franciaország vasútállomásainak listája
- A RER állomásainak listája